# هاري بلومفيلد
هاري بلومفيلد (بالإنجليزية: Harry Bloomfield)‏ هو لاعب دوري الرغبي أسترالي، ولد في 1883، وتوفي في 1950.